# Pohoří (okres Praha-západ)
Obec Pohoří se nachází v okrese Praha-západ, kraj Středočeský, 24 km jižně od centra Prahy a 2 km východně od města Jílové u Prahy. Žije zde 434 obyvatel.

## Části obce
Obec Pohoří se skládá ze tří částí ležících v jednom katastrálním území Pohoří u Prahy:
- Pohoří
- Chotouň
- Skalsko

K obci dále patří osady Chotouňský dvůr, Hájovna Turyň a Chvátalka (západní část). Kromě toho jsou na katastru i chatové osady:
- Kondor (jedna z nejstarších v Posázaví, založena 1929)
- Markvart (západní část)
- Pohorka
- Na Pískách
- V Turyni
- Na Losích (východní část)

## Historie
První písemná zmínka o obci pochází z roku 1402.

### Územněsprávní začlenění
Dějiny územněsprávního začleňování zahrnují období od roku 1850 do současnosti. V chronologickém přehledu je uvedena územně administrativní příslušnost obce (osady) v roce, kdy ke změně došlo:
- 1850 země česká, kraj Praha, politický okres Jílové, soudní okres Jílové[4]
- 1850 země česká, kraj Praha, politický okres Jílové, soudní okres Jílové
- 1855 země česká, kraj Praha, soudní okres Jílové
- 1868 země česká, politický okres Karlín, soudní okres Jílové
- 1884 země česká, politický okres Královské Vinohrady, soudní okres Jílové[5]
- 1921 země česká, politický okres Královské Vinohrady expozitura Jílové, soudní okres Jílové[6]
- 1925 země česká, politický i soudní okres Jílové[7]
- 1939 země česká, Oberlandrat Praha, politický i soudní okres Jílové[8]
- 1942 země česká, Oberlandrat Praha, politický okres Praha-venkov-jih, soudní okres Jílové[9]
- 1945 země česká, správní i soudní okres Jílové[10]
- 1949 Pražský kraj, okres Praha-východ[11]
- 1960 Středočeský kraj, okres Praha-západ
- 2003 Středočeský kraj, obec s rozšířenou působností Černošice

## Pamětihodnosti
- Štola Halíře a středověké pinkoviště na vrchu Halíře (399 m n. m.), 2 km na jih od Pohoří
- Tvrziště Na zámku - pozůstatky tvrze na ostrůvku v rybníku Trdlač u Skalska
- Usedlost čp. 109 ve Skalsku

## Doprava
Dopravní síť
- Pozemní komunikace – Do obce vede silnice III. třídy.
- Železnice – Železniční trať protíná území,stanice na území obce nejsou.

Veřejná doprava 2011
- Autobusová doprava – V obci měla zastávku autobusová linka Kamenice – Jílové u Prahy – Davle – Měchenice (v pracovních dnech 10 spojů, o víkendu 4 spoje) (dopravce Veolia Transport Praha, s. r. o).

## Další fotografie

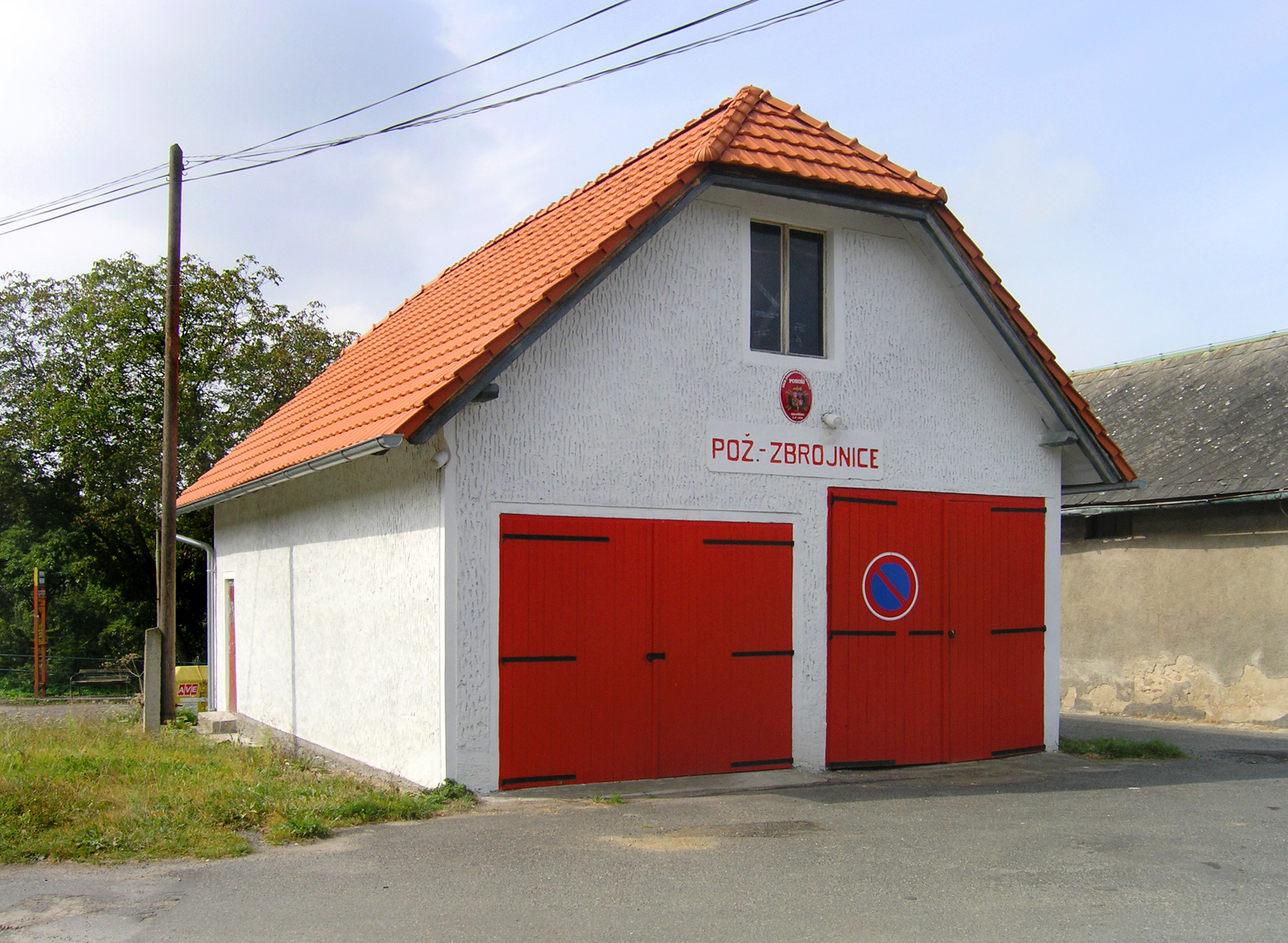
Hasičská zbrojnice na návsi
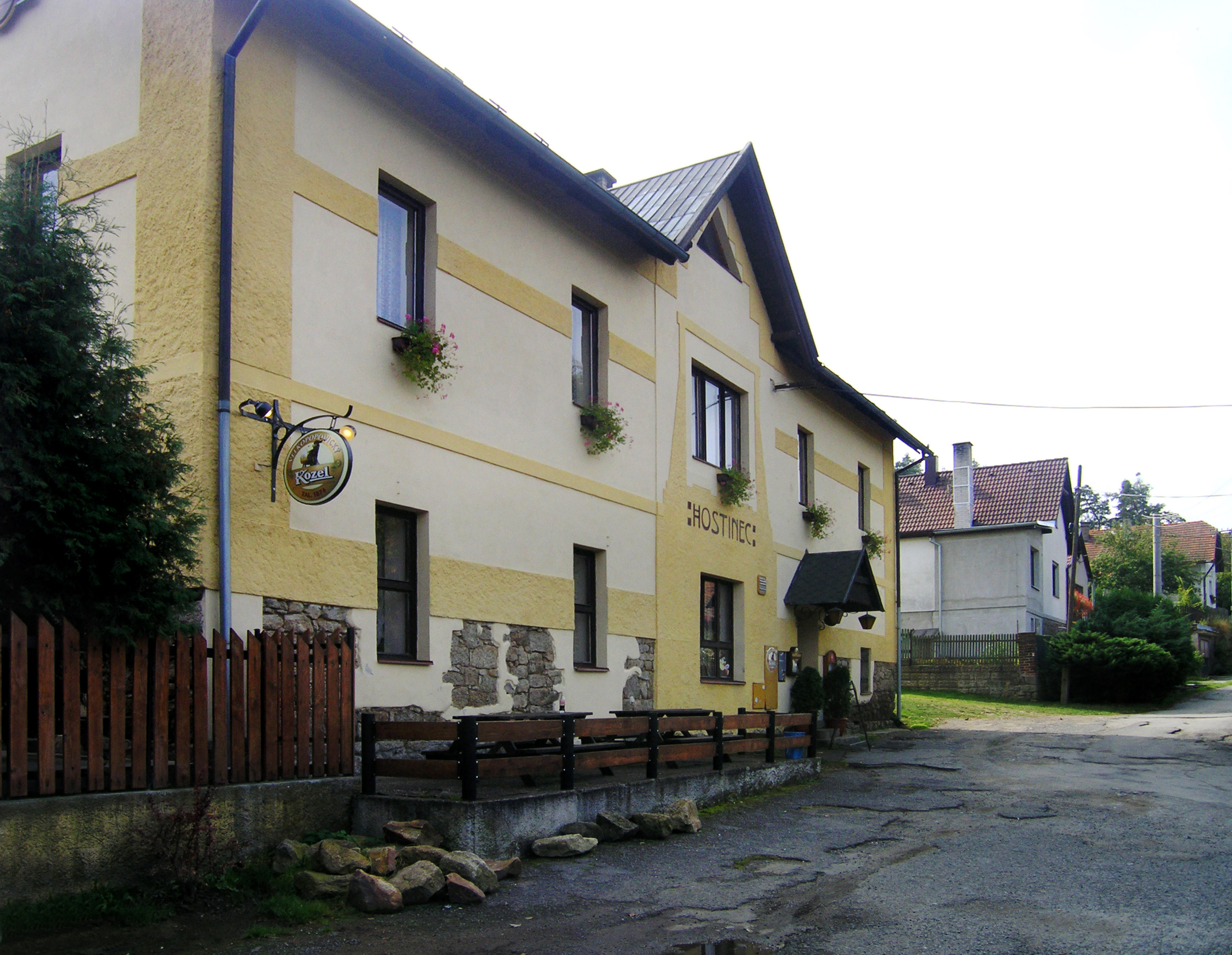
Restaurace na jihu
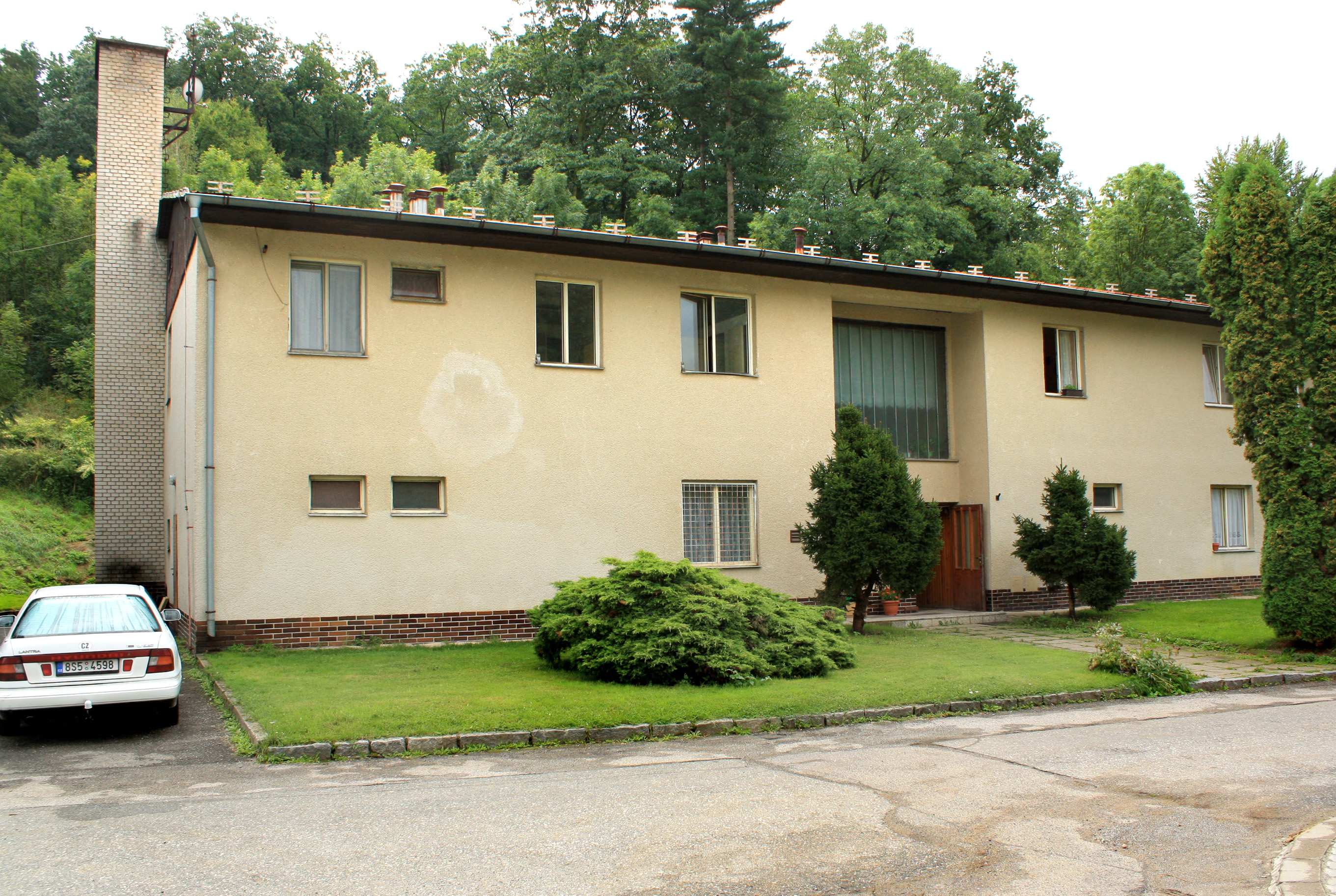
Obecní úřad umístěný v části Chotouň